# Навроцький Георгій Іванович
Георгій Іванович Навро́цький (15 квітня 1915, Бєлгород — 3 липня 1999, Донецьк) — український архітектор.

## Біографія
Народився 15 квітня 1915 року в місті Бєлгороді (нині Росія). 1935 року закінчив Харківський інженерно-будівельний інститут. Упродовж 1943—1975 років працював у Донецьку в інститутах «Дондіпрошахт» і «Донецькпроект», де обіймав посади начальника відділу цивілного будівництва, головного архітектора. Помер у Донецьку 3 липня 1999 року.

## Архітектурна діяльність
Серед споруд
- у Донецьку: стадіон «Шахтар» (1936, співавтор Святослав Северин), інститут «Дондіпрошахт» (1946), Палац піонерів (1946—1950), Палац спорту «Шахтар» (1950—1954), житловий будинок із вежами на вулиці Університетській, № 2, 6 (1956), Північний вокзал (1962), універмаг «Білий лебідь» (1965, співавтори Добриня Цимиданов, В. Барабаш, Петро Жук), будинок Будбанку (1967, співавтор Володимир Спусканюк), інститут «Донецькпроект» (1967), цирк «Космос» (1969);

|                  |                       |                   |                          |               |
| стадіон «Шахтар» | палац спорту «Шахтар» | будинок із вежами | універмаг «Білий лебідь» | цирк «Космос» |

- в інших містах: кінотеатр у місті Сніжному (1949), адмінвстративний будинок комбінату «Артемвугілля» (1955) і стадіон (1957) у Горлівці, автовокзал «Північний» (1968), комплекс науково-дослідного інституту в Макіївці (1972), спортивні об'єкти (1980-ті), реставрація Покровської церкви у Красноармійську (1994; усі у співавторстві).

Автор наукових статей з питань архітектури та будівництва.